# Cikalong (Sodonghilir)
Cikalong is een bestuurslaag in het regentschap Tasikmalaya van de provincie West-Java, Indonesië. Cikalong telt 6946 inwoners (volkstelling 2010).